# Asa N.º 82 da RAAF
A Asa N.º 82 é uma asa de ataque e reconhecimento da Real Força Aérea Australiana (RAAF). Está colocada na Base aérea de Amberley, em Queensland. Sob o controlo do Grupo de Combate Aéreo, a asa opera caças multifunções F/A-18F Super Hornet e aviões de controlo aéreo Pilatus PC-9. As suas unidades incluem o Esquadrão N.º 1, o Esquadrão N.º 6 e o Esquadrão N.º 4.
Formada em Agosto de 1944, a Asa N.º 82 operou bombardeiros pesados B-24 Liberator no teatro do sudoeste do Pacífico durante a Segunda Guerra Mundial. Inicialmente composta por duas unidades de voo, os esquadrões número 21 e 24, a asa aumentou de tamanho com a inclusão do Esquadrão N.º 23 em 1945. Depois do conflito mundial, as suas unidades de voo passaram a ser os esquadrões 1, 2 e 6. Foi re-equipada com aviões Avro Lincoln em 1948 e, a partir de 1953, com bombardeiros a jacto English Electric Canberra. Ambos os tipos prestaram serviço durante a Emergência Malaia; os Canberra foram também foram destacados para a Guerra do Vietname entre 1967 e 1971.
Entre 1970 e 1973, devido a um problema com a aquisição dos General Dynamics F-111, os esquadrões 1 e 6 operaram 24 F-4E Phantom emprestados pela USAF. O Esquadrão N.º 2 continuou a pilotar os Canberra até 1982. Depois de a RAAF receber os F-111 em 1973, os esquadrões 1 e 6 começaram a operar este bombardeiro durante os próximos 37 anos. Em 2010, a asa retirou de serviço os seus F-111 e substituiu-os com os Super Hornet, uma força temporária até à planeada entrada de serviço dos F-35 Lightning II. Planeia-se também que doze aviões Boeing EA-18G Growlers entrem também para as fileiras da asa.